# Всесвітній бокс

Всесвітній бокс (англ. World Boxing) — керівний орган аматорського боксу, що базується в Ренані, Швейцарія.
Метою створення Всесвітнього боксу було визнання його Міжнародним олімпійським комітетом головним керівним органом аматорського боксу, щоб забезпечити майбутнє боксу як олімпійського виду спорту.

## Історія
Всесвітній бокс був заснований у квітні 2023 року. Асоціація була створена на тлі загострення конфлікту між Міжнародною асоціацією боксу (IBA, раніше AIBA) та МОК. Станом на листопад 2023 року до його складу входили 27 національних боксерських асоціацій із 5 континентів.
| Європа | Америка                                                                                      | Океанія                                      | Азія               | Африка  |
| Англія Велика Британія Данія Ісландія Нідерланди Німеччина Норвегія Уельс Фінляндія Чехія Швеція Шотландія | Американські Віргінські Острови Аргентина Бразилія Гондурас Канада Панама Суринам США Ямайка | Австралія Нова Зеландія Французька Полінезія | Монголія Філіппіни | Нігерія |

Спочатку МОК тимчасово призупинив діяльність IBA у 2019 році через скандали із суддями (особливо на Олімпійських іграх 2016 року в Ріо-де-Жанейро), надмірної заборгованості та порушень принципів належного управління та зажадав від асоціації ефективних реформ. Внаслідок усунення сам МОК прийняв турнір з боксу в рамках літніх Олімпійських ігор 2021 року в Токіо.
Оскільки МОК вважав, що ефективних реформ не було, тимчасове усунення залишилося чинним після Олімпійських ігор 2020 року в Токіо, що пройшли 2021 року. З обранням російського спортивного чиновника Умара Кремльова президентом IBA у грудні 2020 року напруженість між МОК та IBA зросла. Існувала імовірність виключення боксу з Олімпійських ігор 2024. МОК ухвалив рішення знову провести олімпійський турнір з боксу 2024 року у Парижі під свою відповідальність. Водночас МОК уже вилучив бокс з попередньої програми Олімпійських ігор 2028 року в Лос-Анджелесі. 22 червня 2023 року позачергова сесія МОК остаточно ухвалила рішення про остаточне зупинення діяльності IBA. З того часу бокс, як і раніше, є частиною Олімпійських ігор, але більше не представлений у МОК відповідальною вищою спортивною асоціацією, визнаною МОК. У зростаючій кількості національних боксерських асоціацій конфлікт між IBA і МОК, що неухильно загострюється, привів до висновку (ще до того, як IBA була остаточно призупинена МОК), що з IBA як всесвітньою асоціацією майбутнє боксу як олімпійського спорту виявиться під загрозою. Зрештою, це призвело до створення World Boxing у квітні 2023 року. Першим президентом нової асоціації було обрано голландця Бориса ван дер Ворста.
Всесвітній бокс заявляє, що планує проводити чемпіонати світу серед дорослих та вікових груп до 19 років кожні два роки. Чемпіонат світу у віковій групі U19 планується розпочати у другій половині 2024 року. Чемпіонат світу у дорослій віковій групі заплановано на 2025 рік. Будуть застосовуватися правила, опубліковані МОК для боксерського турніру в рамках Олімпійських ігор 2024 року в Парижі.
26 лютого 2025 року Виконавча рада Міжнародного олімпійського комітету надала "проміжне визнання" організації World Boxing. 20 березня під час 144-ї сесії Міжнародного олімпійського комітету було ухвалене рішення включити бокс назад до олімпійської програми для Ігор-2028.

## Країни-члени
Станом на листопад 2023 року до складу Всесвітнього боксу входили 27 національних боксерських асоціацій із 5 континентів.
У березні 2024 року Федерація боксу України розпочала перемовини зі співпраці з World Boxing. 9 вересня 2024 року ФБУ подала заявку на вступ до World Boxing, після чого оголосила про вихід з Міжнародної асоціації аматорського боксу (IBA).
У січні 2025 року кількість країн-членів зросла до 60, а у березні — до 84 (7 з Африки, 18 з Америки, 25 з Азії, 27 з Європи та 7 з Океанії).